# 神代村 (長崎県)
神代村（こうじろむら）は、長崎県の島原半島にあった村。南高来郡に属した。1957年（昭和32年）に東隣の国見町へ編入した。
現在の雲仙市国見町の西部、神代地区にあたる。

## 地理
島原半島の北部に位置する。
- 河川：神代川、倉地川、釜葢（かまぶた）川、新堀川、天神川
- 港湾：神代港

## 沿革
明治初期までは神代西村と神代東村に分かれ、この2村をあわせて「神代」と称した。神代は古代から中世にかけて「かみしろ」「かむしろ」と読まれ、中世は「髪白」、近世は「高代」とも表記された。神代東村と神代西村は1882年（明治15年）に統合され、神代村となった。
- 1889年（明治22年）4月1日 - 町村制施行により、南高来郡神代村が単独村制にて発足。
- 1912年（大正元年）10月10日 - 当村域に島原鉄道線の神代町駅が開業。
- 1957年（昭和32年）3月22日 - 国見町に編入し、自治体として消滅。

## 地名
名を行政区域とする。神代村は1889年の町村制施行時に単独で自治体として発足したため、大字は無し。
なお、神代村では名の名称を十干に置き換えて表記する。
- 甲 ／ 西里名
- 乙 ／ 川北名
- 丙 ／ 神代名
- 丁 ／ 上古賀名
- 戊 ／ 片田名
- 己 ／ 東里名
- 庚 ／ 楠高名
- 辛 ／ 山ノ上名

## 交通

### 鉄道
島原鉄道
- 島原鉄道線

（瑞穂村:旧西郷村） - 神代町駅 - （国見町:旧土黒村）

## 名所・旧跡
- 鶴亀城跡
- 神代小路